# Єрка
Єрка (пол. Jerka, нім. Jägern) — село в Польщі, у гміні Кшивінь Косцянського повіту Великопольського воєводства.
Населення — 1435 осіб (2011).
У 1975-1998 роках село належало до Лешненського воєводства.

## Демографія
Демографічна структура станом на 31 березня 2011 року:
|          | Загалом | Допрацездатний вік | Працездатний вік | Постпрацездатний вік |
| -------- | ------- | ------------------ | ---------------- | -------------------- |
| Чоловіки | 702     | 166                | 489              | 47                   |
| Жінки    | 733     | 140                | 475              | 118                  |
| Разом    | 1435    | 306                | 964              | 165                  |